# Tom Van Bauwel
Tom Van Bauwel (1965) is een Vlaamse acteur en regisseur.
Van Bauwel studeerde van 1985 tot 1989 aan de toneelschool in Antwerpen.
Hij speelde als acteur in theaterproducties van theater Zuidpool, de KVS, Het nieuwstedelijk,ROTheater en NTGent. Hij regisseerde ook vele stukken waaronder Kunst bij het Raamtheater, Tumult voor Het Toneelhuis, Pterodactylus bij het Noord Nederlands Toneel en De naam van Jon Fosse bij NTGent. Hij bracht meerdere monologen waaronder Vorm Vormt Vormen op teksten van Paul van Ostaijen, De Schipbreukeling van Benno Barnard, Kroniek van een karakter naar de gepubliceerde correspondentie van Jeroen Brouwers en Odysseus. Een zwerver komt thuis naar Homeros (vertaald door Patrick Lateur).
In 2008 stond hij mee aan de wieg van BAFF, ontstaan vanuit het Raamtheater, waar hij tot 2010 de artistieke leiding op zich nam.
Van Bauwel acteerde in de langspeelfilms Boys, Ad fundum, Oeroeg en Shades.
Hij had een rol in meerdere televisieseries waaronder Ons geluk, Windkracht 10, Vermist en Rang 1. In de telenovela Sara (2007-2009) speelde hij de rol van Lieven Pauwels.

## Rollen in film en televisie
Hij speelt/speelde (gast)rollen in volgende televisieseries/films:
- Fair Trade (2021, 2023) - als Jacques Weyts
- Black Out (2020-2021) - als  Hoofdcommissaris Gerrit Leemans
- Baantjer: het begin (2020) - als Frank de Waard
- De Zonen van Van As (2018-2021)- als  Jean-Jacques Vergucht
- Flikken Maastricht (2018-2020) - als Louis Daerden
- Salamander (2018) - als Roger Roppe
- Amigo's (2017) - als Alain Kerkhoffs
- Professor T. (2016, 2018) - als professor Hugo Van Der Weyden
- Coppers (2016) - als David Malcorps
- Spitsbroers (2015, 2017) - als Guido Spechtmans
- Aspe (2014) - als Bert Schepens
- Cordon (2014)
- De Vijfhoek (2012) - als Wols
- Witse (2011) - als Pieter Goeman
- Zone Stad (2011) - als Francis Mombaerts
- Aspe (2011) - als Peter Noels
- Code 37 (2011) - als Jean Clauwaert
- Rang 1 (2011-2012) - als Chris Sterckx
- The Adventures of Tintin: The Secret of the Unicorn - als Sakharine (stem)
- Vermist (2008-2016) - als Bourlon
- Aspe (2008) - als Cel Govaerts
- Sara (2007) - als Lieven Pauwels
- Drakenjagers - als Overige stemmen (stem)
- Practical Pistol Shooting (2006) - als Karel
- De Wet volgens Milo (2005) - als Rob
- Urbain (2005) - als Maître d’hotel
- Matroesjka's (2005) - als Karel Moorkens
- Zone Stad (2005) - als Henry Saeren
- Witse (2004) - als Freddy Leonard
- Team Spirit 2 (2003) - als Willems
- Dennis (2003) - als Thomas
- Thuis (2003) - als Philippe Bertels
- Recht op Recht (2001) - als Rob Scherpenberg
- Heterdaad (1999) - als David De Preter
- Windkracht 10 (1997) - als Stef Van Looy
- Flikken - als Frank Emiel Huybrechts
- Ons geluk (1995) - als Cel Muys
- Ad fundum (1993) - als Guy Bogaerts
- Boys (1992) - als Tom

## Privéleven
Hij was tot 2003 getrouwd met collega-actrice Tania Kloek. Samen hebben ze een kind.